# Bob Moha
Bob Moha est un boxeur américain né le 6 juin 1890 à Milwaukee, Wisconsin, et mort le 4 août 1959.

## Carrière
Passé professionnel en 1906, il devient champion du monde des poids mi-lourds de la NYSAC (New York State Athletic Commission) le 17 février 1913 en battant aux points Cyclone Johnny Thompson puis s'incline face à Jack Dillon le 15 juin 1914. Il met un terme à sa carrière en 1922 sur un bilan de 42 victoires, 26 défaites et 10 matchs nuls.